# Dik Trom (personage)

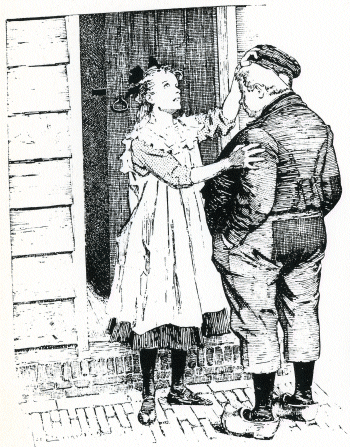
Dik Trom laat zich onderzoeken door zijn blinde buurmeisje.

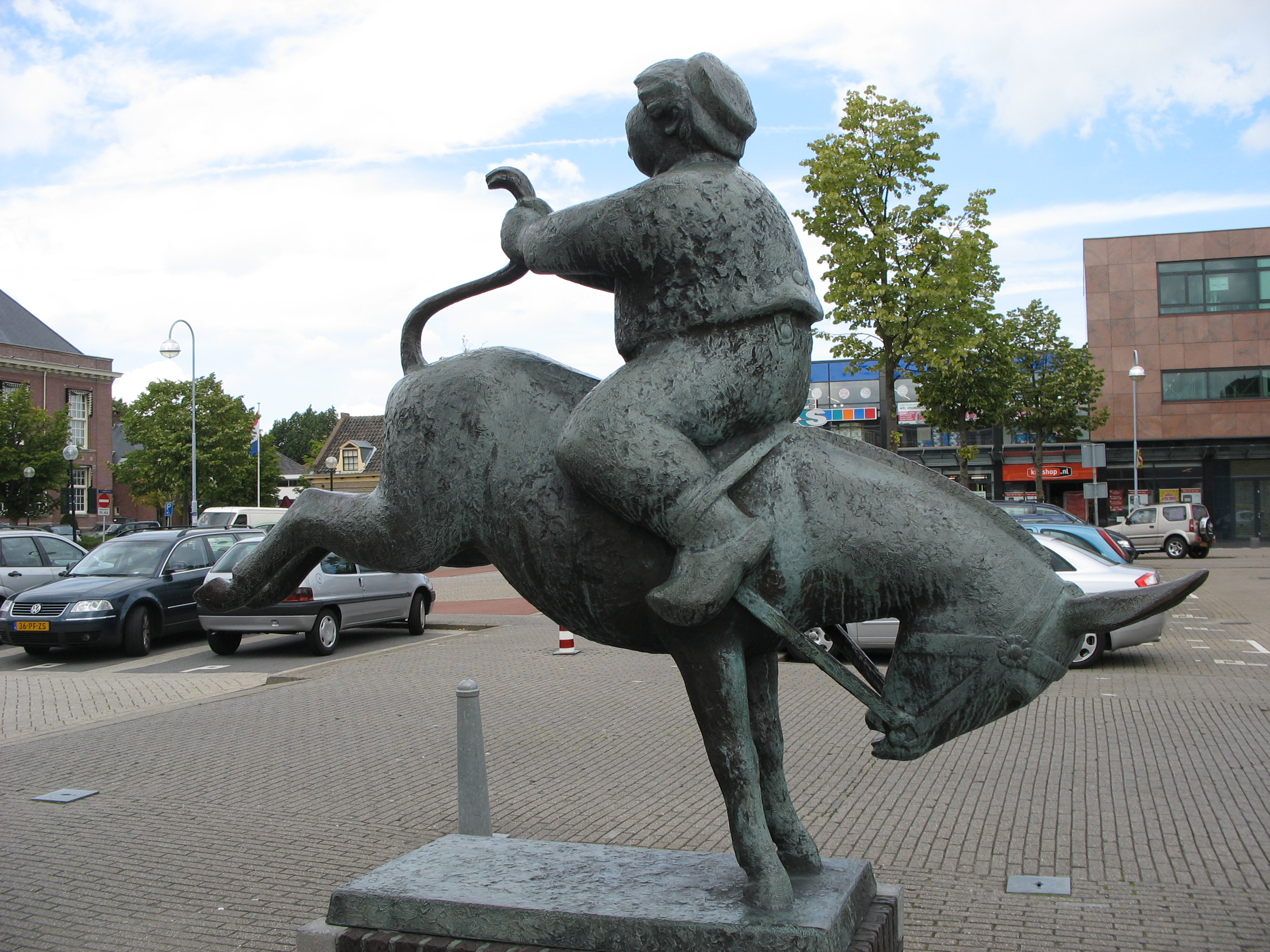
Bronzen beeld uit jaren 70. Dit deel van het Marktplein in Hoofddorp heet sinds 1991 Dik Tromplein.

Dik Trom is de held van vijf kinderboeken door C. Joh. Kieviet.

## Achtergrond
Omdat de hoofdpersoon niet de in de 19e eeuw gebruikelijke brave hendrik was, kostte het Kieviet oorspronkelijk moeite een uitgever voor zijn boek te vinden. Via vrienden kwam hij uit bij Pieter Kluitman. Uit het leven van Dik Trom werd voor het eerst gepubliceerd in november 1891. Dit boek is geïllustreerd met vier chromolitho's, zoals vaak gebeurde in deze periode.
Het duurde acht jaar voordat de eerste druk was uitverkocht. De tweede druk werd door Johan Braakensiek in zwart-wit geïllustreerd met veel humoristische grotere en kleinere tekeningen. Deze versie verscheen in 1899 en vanaf dat jaar begon de verkoop te lopen. In 1901 verscheen een niet als zodanig gekenmerkte derde druk met extra reclamepagina's aan het eind. De officiële derde, maar dus eigenlijk vierde druk, verscheen in 1902. Tot aan de Tweede Wereldoorlog kwamen circa dertig drukken uit in allerlei verschillende verschijningsvormen.
Dik Trom was door zijn bijzondere karakter een archetypisch Hollands jongetje, dat ook op het toneel en in de film werd geportretteerd. Hij deed vaak ondeugende dingen maar ook veel goeds. De serie over de deugniet Pietje Bell (1914- Chris van Abkoude) is een navolging van de verhalen over de kwajongen Dik Trom van C. Joh. Kieviet. 

## Dik Trom en Hoofddorp
Cornelis Johannes Kieviet werd in de Haarlemmermeer geboren. Hij werd onderwijzer, eerst in Vijfhuizen, daarna in Lisse en korte tijd in Den Haag. Behaalde zijn hoofdakte en kreeg in 1883 een aanstelling in Etersheim.
Het verhaal van Dik Trom verbindt elementen uit het leven van C. Joh. Kieviet zoals zijn leven in Kruisdorp, het latere Hoofddorp en in Etersheim in de 19e eeuw, de lagere school en zijn onderwijzerschap. Alle verhalen van Dik Trom spelen zich af in een klein dorp, een mix van Kruisdorp en Etersheim. Het staat wel vast dat gebeurtenissen en herinneringen van Kieviet de basis waren voor deze kinderboeken. Zo was de vader van Kieviet timmerman, net als die van Dik Trom. Het gezin Kieviet woonde eveneens langs een vaart. Het marktplein van het toenmalige Kruisdorp heeft zeker model gestaan voor het marktplein in het eerste boek over Dik Trom.
In 1973 werd een bronzen beeld van Dik Trom onthuld in Hoofddorp, Het beeld van Nico Onkenhout staat er nog steeds. In aanvang stond het beeld prominent op het Marktplein. Daar staat het nu nog, maar inmiddels is het Marktplein een parkeerplaats geworden, waardoor het beeld er wat verloren bij staat. Dik Trom wordt vaak achterstevoren op een ezel zittend afgebeeld, dat laat het beeld ook zien.
In het verleden was er ook een restaurant genaamd Dik Trom in het centrum van Hoofddorp.

## Bewerkingen

### Dik Trom-boeken
- 1891 - Uit het leven van Dik Trom. Valkhoff & Co. (Geschreven in Etersheim)
- 1907 - De zoon van Dik Trom. Valkhoff & Co. (Geschreven in Zaandam)
- 1912 - Toen Dik Trom een jongen was. Kluitman. (Geschreven in Zaandam)
- 1920 - Dik Trom en zijn dorpsgenoten. Kluitman. (Geschreven in Wassenaar)
- 1923 - Het tweede boek van Dik Trom en zijn dorpsgenoten. Kluitman. (Geschreven in Wassenaar)
- 1931 - De avonturen van Dik Trom. Kluitman. (Geschreven in Wassenaar)

### Films
- 1937 - Uit het leven van Dik Trom
- 1947 - Dik Trom en zijn dorpsgenoten
- 1958 - Nieuwe avonturen van Dik Trom
- 1960 - Dik Trom en het circus
- 1972 - Dik Trom en zijn dorpsgenoten
- 1974 - Dik Trom knapt het op
- 1976 - Dik Trom weet raad
- 2001 - De nieuwe avonturen van Dik Trom
- 2002 - Uit het leven van Dik Trom
- 2010 - Dik Trom (Geheel nieuw verhaal, zonder connectie met de boeken)

### Theater
- 2012 - Dik Trom

### Strips
Dick Matena goot begin jaren 90 enkele verhalen uit de Dik Trom-serie in stripvorm. Deze strips verschenen als vervolgverhaal in de Donald Duck en werden later uitgegeven als album.

## Bekende uitspraken
- Een vaak herhaalde uitspraak van Dik Troms vader: Het is een bijzonder kind en dat is-ie
- Dik Trom is al vanaf zijn geboorte dik. Wel wel, wat een driedubbeldik kind is dat! luidt dan ook het bijschrift bij het eerste plaatje.

## Varia
- In het in 1907 verschenen vervolg De zoon van Dik Trom, heeft zijn zoon Jan Trom de hoofdrol.[2] Dit verhaal kende enkele tegenslagen: het werd later door de Duitse bezetter in de Tweede Wereldoorlog gecensureerd,[3][4] vanwege uitlatingen als "Weg met de moffen!" en "Leve het huis van Oranje!". De oorspronkelijke versie zou door uitgeverij Kluitman niet in ere worden hersteld; de Project Gutenberg-uitgave bevatte als eerste de gewraakte passage weer. In die versie komen de woorden 'moffen' en 'oranje' overigens niet voor.
- De zangeres Lenny Kuhr zingt in haar lied Visite (1980): "Dik Trom gooide taartjes, vooral naar Aart Staartjes".
- Het Schooltje van Dik Trom is een museum genoemd naar de serie.